# David Anders

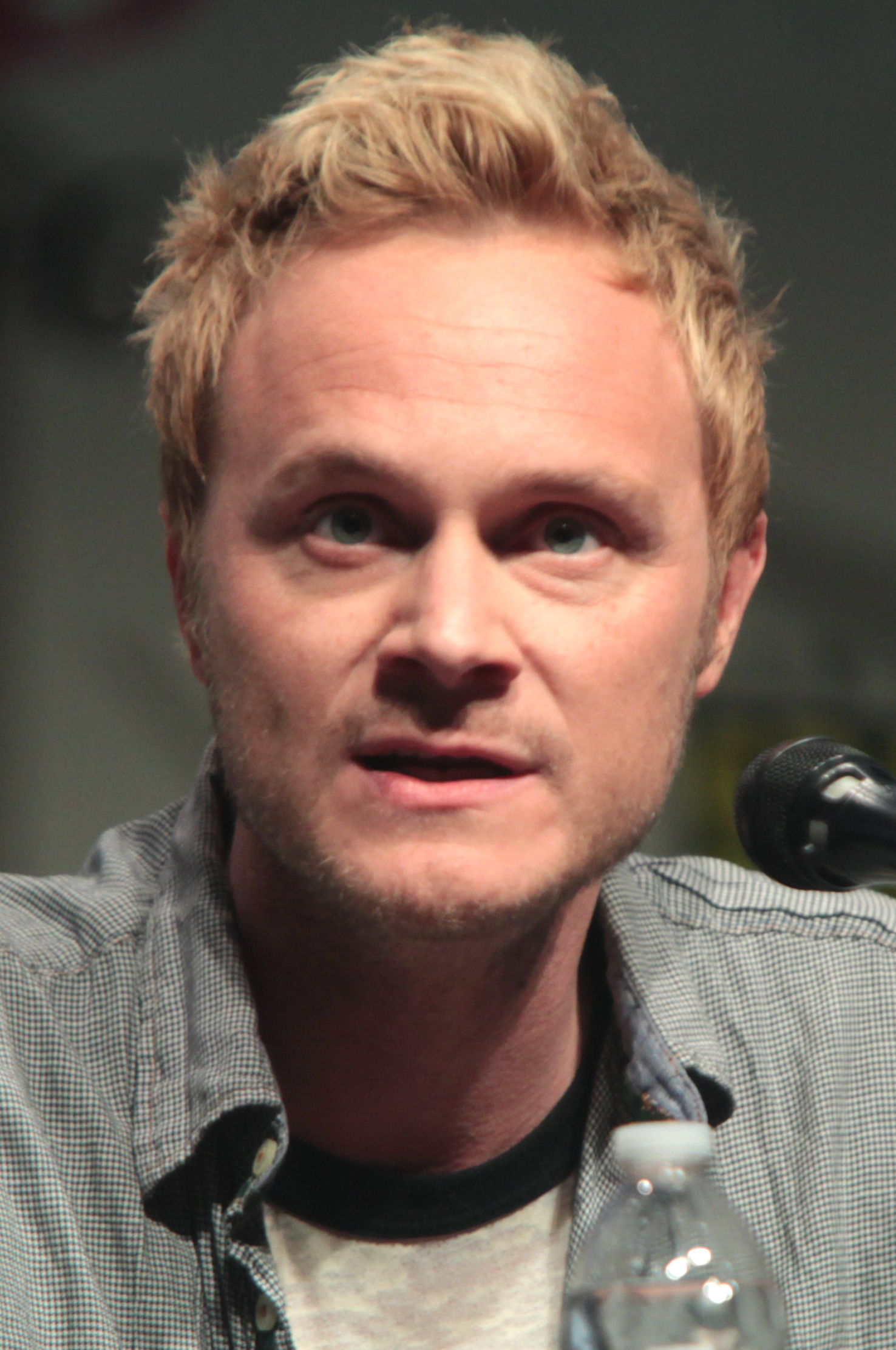
David Anders auf der WonderCon (2015)

David Anders Holt (* 11. März 1981 in Grants Pass, Oregon) ist ein US-amerikanischer Schauspieler. Er nahm den Namen Anders an, da es schon einen Schauspieler mit dem Namen David Holt gab.

## Leben
David Anders fing als Kind mit der Schauspielerei an. Im Alter von 17 Jahren spielte er „Philipp den Apostel“ bei einer Aufführung von Jesus Christ Superstar in einem regionalen Theater. Im nächsten Jahr übernahm er dann den George in der Schulproduktion von Thornton Wilders Unsere kleine Stadt. Im August 1999 wurde David von der Schauspielschule American Academy of Dramatic Arts in Pasadena, Kalifornien, angenommen. Dennoch entschloss er sich, nach Los Angeles zu ziehen, wo er bei einer Schauspielagentur unterschrieb. Erst nach einem Wechsel des Agenten bekam er eine prominente Rolle, die ihn bekannter machte: die Rolle des Bösewichts „Sark“ in Alias. Daneben spielte er Gastrollen in diversen Serien wie So Little Time, CSI: Den Tätern auf der Spur, Charmed – Zauberhafte Hexen, CSI: Miami, Deadwood, Grey’s Anatomy und Lie to me. Zuletzt übernahm er Hauptrollen in Filmen, die in Deutschland keine Kinoverwertung erfuhren. Er war in der 2., 3. und 4. Staffel von Heroes sowie in der achten Staffel von 24 zu sehen. Des Weiteren spielte er eine Nebenrolle in Vampire Diaries. Seine deutsche Synchronstimme stammt meist von Norman Matt.
Anders hat drei Geschwister, zwei Brüder, Jason und Arik, sowie die Schwester Maili.

## Filmografie (Auswahl)
- 2001: So Little Time (Fernsehserie, Folge 1x12)
- 2002: The Source
- 2002–2006: Alias – Die Agentin (Alias, Fernsehserie, 46 Folgen)
- 2004: CSI: Vegas (Fernsehserie, Folge 5x04)
- 2005: Circadian Rhythm
- 2005: Charmed – Zauberhafte Hexen (Charmed, Fernsehserie, Folge 7x15)
- 2006: Deadwood (Fernsehserie, Folge 3x11)
- 2006: Left in Darkness
- 2007: Grey’s Anatomy (Fernsehserie, 2 Folgen)
- 2007: ELI (Kurzfilm)
- 2007–2010: Heroes (Fernsehserie, 15 Folgen)
- 2009: Into the Blue 2 – Das goldene Riff (Into the Blue 2: The Reef)
- 2009: Lie to Me (Fernsehserie, Folge 1x02)
- 2009: Stephen Kings Kinder des Zorns (Children of the Corn, Fernsehfilm)
- 2009: Untote wie wir – Man ist so tot, wie man sich fühlt (The Revenant)
- 2010: 24 (Fernsehserie, 6 Folgen)
- 2010: Warehouse 13 (Fernsehserie, Folge 2x10)
- 2010–2011, 2014, 2017: Vampire Diaries (The Vampire Diaries, Fernsehserie, 14 Folgen)
- 2011–2016: Once Upon a Time – Es war einmal … (Once Upon a Time, Fernsehserie, 14 Folgen)
- 2012: Dr. House (House, Fernsehserie, Folge 8x11)
- 2013: Arrow (Fernsehserie, Folge 1x13)
- 2013: Dr. Dani Santino – Spiel des Lebens (Necessary Roughness, Fernsehserie, 8 Folgen)
- 2013: Criminal Minds (Fernsehserie, Folge 9x04)
- 2015–2019: iZombie (Fernsehserie, 70 Folgen)
- 2020: The Magicians (Fernsehserie, 1 Folge)
- 2020: Roswell, New Mexico (Fernsehserie, 1 Folge)
- 2022: Magnum P.I. (Fernsehserie, 1 Folge)